# Richard Kuhn
Richard Johann Kuhn (Vienna, 3 dicembre 1900 – Heidelberg, 1º agosto 1967) è stato un biochimico tedesco di origine austriaca.

## Biografia
Figlio dell'ingegnere Richard C. Kuhn e della professoressa Angelika Rodler, Kuhn crebbe a Vienna e qui iniziò i suoi studi avendo come compagno di scuola (1910-1918) anche Wolfgang Pauli. Nel 1918 cominciò a frequentare le lezioni di chimica all'Università di Vienna, portando poi a termine i suoi studi in chimica all'Università di Monaco dove ottenne il dottorato nel 1922 con una tesi fatta sotto la supervisione di Richard Willstätter e riguardante la specificità degli enzimi.
Ottenuto il dottorato, Kuhn continuò la sua carriera scientifica prima a Monaco, quindi alla ETHZ e dal 1929 in avanti all'Università di Heidelberg dove divenne direttore del dipartimento di chimica nel 1937. Nel 1928 sposò Daisy Hartmann e insieme ebbero due figli e quattro figlie.

## Attività scientifica
Gli ambiti di studio di Kuhn riguardarono principalmente indagini teoriche in chimica organica (stereochimica dei composti alifatici e aromatici, sintesi di polieni e cumuleni, struttura e colore, acidità degli idrocarburi) e ampi campi della biochimica (carotenoidi, flavine, vitamine ed enzimi). Più specificamente, condusse un importante lavoro sulla vitamina B2 e sulla vitamina B6 dalle proprietà antidermatite.
Nel 1929 divenne direttore dell'Istituto per la Chimica dell'appena fondato Istituto Kaiser Wilhelm per la Ricerca Medica (che dal 1950 venne rinominato Istituto Max Planck per la Ricerca Medica) a Heidelberg. Nel 1937 assunse anche la direzione di questo istituto.
Oltre a queste attività insegnò anche biochimica all'Università di Heidelberg e per un anno collaborò con l'Università della Pennsylvania.
Vinse il premio Nobel per la chimica nel 1938 per il suo lavoro sui carotenoidi e le vitamine, ma non fu in grado di riceverlo fino a dopo la seconda guerra mondiale. Nel 1944 Kuhn, impiegato nella ricerca bellica per conto del Terzo Reich, sintetizzò l'agente nervino Soman.